# Hyacinthella lineata
Hyacinthella lineata là một loài thực vật có hoa trong họ Măng tây. Loài này được (Steud. ex Schult. & Schult.f.) Chouard mô tả khoa học đầu tiên năm 1931.